# Ambaixadors d'Andorra davant el Vaticà
L'Ambaixador d'Andorra davant la Ciutat del Vaticà representa el Principat d'Andorra davant la República de San Marino i a la Santa Seu. Es tracta d'un càrrec no resident i té, per tant, la seva residència a Andorra la Vella.

## Llista dels caps de missió
| designat / acreditat | ambaixador                     | observació                                                                     | Llista dels caps de Govern d'Andorra | Llista de papes de Roma | final            |
| -------------------- | ------------------------------ | ------------------------------------------------------------------------------ | ------------------------------------ | ----------------------- | ---------------- |
| 29 maig 1998         | Manuel Mas i Ribó              |                                                                                | Marc Forné Molné                     | Joan Pau II             | 30 juliol 2001   |
| 30 juliol 2001       | Geraldine Sasplugas Requena    | Encarregat de negocis amb cartes de gabinet                                    | Marc Forné Molné                     | Joan Pau II             | 1 desembre 2005  |
| 1 desembre 2005      | Antoni Morell i Mora           |                                                                                | Albert Pintat                        | Benet XVI               | 1 desembre 2010  |
| 16 desembre 2010     | Miquel Àngel Canturri Montanya |                                                                                | Jaume Bartumeu                       | Benet XVI               | 15 desembre 2011 |
| 15 desembre 2011     | Jaume Serra Serra              | Condecoració de Cavaller Comanador amb placa, de l’Orde de Sant Silvestre Papa | Antoni Martí Petit                   | Benet XVI               | 14 agost 2019    |
| 14 agost 2019        | Carles Álvarez Marfany         |                                                                                | Xavier Espot Zamora                  | Francesc                |                  |